# Arthur Wiggins
Arthur Frederick Reginald Wiggins (4. december 1891 - 23. juli 1961) var en britisk roer.
Wiggins var med ved OL 1912 i Stockholm, hvor han sammen med William Fison, Thomas Gillespie, William Parker, Beaufort Burdekin, Frederick Pitman, Charles Littlejohn, Robert Bourne og styrmand John Walker udgjorde den ene af to britiske ottere. I finalen blev båden kun besejret af den anden britiske båd, mens en båd fra Tyskland vandt bronze.
Wiggins var studerende ved University of Oxford, og var i både 1913 og 1914 med i det traditionsrige Boat Race på Themsen.

## OL-medaljer
- 1912:  Sølv i otter